# Kalkkögel
Les Kalkkögel són un massís dels Alps de l'Stubai al Tirol, Àustria. El punt més alt de les Kalkkögel és la Schlicker Seespitze amb 2.804 msnm. La muntanya més oriental és l'Ampferstein.

## Característiques
El massís es troba a l'oest de Fulpmes. Arran de la seva composició dolomítica se les coneix també amb el nom de les Dolomites del Nord o Dolomites del Tirol del Nord.

## Classificació
Segons la SOIUSA, les Kalkkögel són un subgrup alpí amb la següent classificació:
- Gran part: Alps orientals
- Gran sector: Alps centrals de l'est
- Secció: Alps Rètics orientals
- Subsecció: Alps de l'Stubai
- Supergrup: Alps de l'Stubai del Nord
- Grup: Grup del Schrankogel
- Subgrup: Kalkkögel
- Codi: II/A-16. II-B

## Cims
Els principals cims del massís són
- Schlicker Seespitze (2.804 m)
- Riepenwand (2.774 m)
- Steingrubenkogel (2.633 m)
- Marchreisenspitze (2.620 m)
- Ampferstein (2.556 m)
- Saile o Nockspitze (2.404 m)
- Widdersberg (2.327 m)
- Schneiderspitze (2.156 m)